# کیلکیس
شهر کیلکیس در استان مقدونیه مرکزی در کشور یونان واقع شده است که دارای جمعیت ۲۱٬۰۲۴ نفر می‌باشد.